# Nekplooimeting

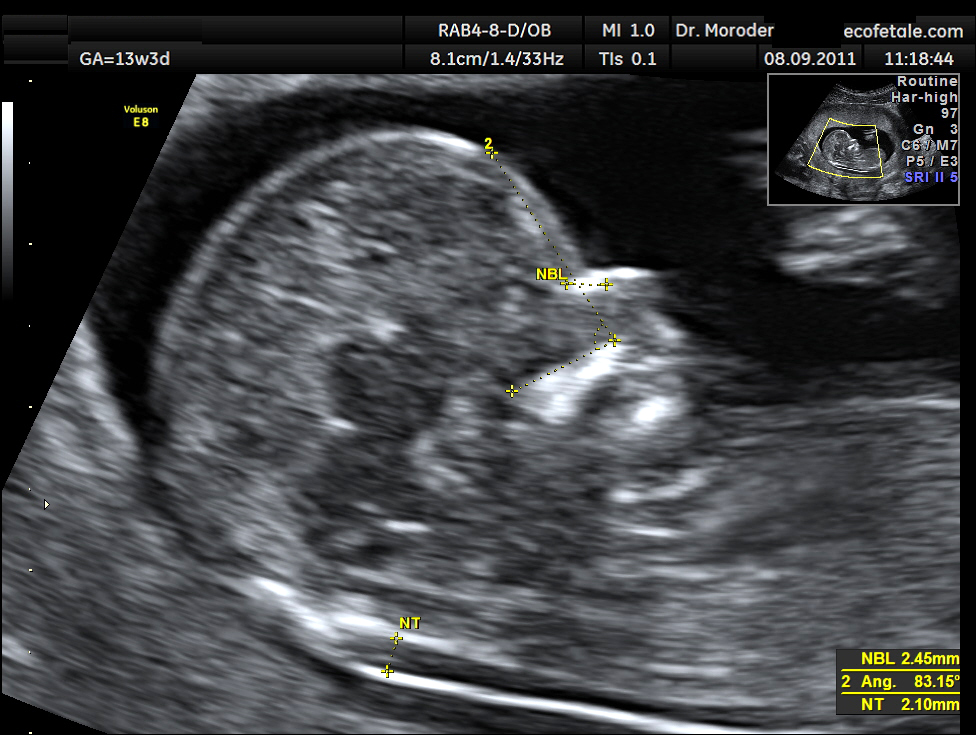
Dikte van de nekplooi

De nekplooimeting is een echografisch onderzoek van de foetus, tussen de 11e en 14e week van de zwangerschap, waarbij de dikte van de nekplooi wordt gemeten. De plooi die op de echo wordt gezien is niet een echte plooi in de huid maar een tijdelijke ophoping van vocht onder de huid die bij elke foetus kan worden aangetoond. Een verdikte nekplooi (meer dan 3 mm) op de echo kan duiden op een chromosoomafwijking, waarvan het syndroom van Down de meest voorkomende is. Ook kan sprake zijn van een hartafwijking. Bij de risicoinschatting op de ziekte van Down wordt de nekplooimeting samen met de uitslagen van een bloedtest (combinatietest) en de leeftijd van de moeder omgezet tot een individuele risicoinschatting. De diagnose syndroom van Down zal met verdere diagnostiek moeten worden vastgesteld. 
In het algemeen zal bij vaststelling van een verdikte nekplooi een vlokkentest of vruchtwaterpunctie nodig zijn om specifieke aangeboren afwijking vast te stellen. De nekplooimeting geeft namelijk slechts een risico aan.
De nekplooimeting is een vorm van prenatale screening.